# Daniel Muñoz (ciclista)
Daniel Felipe Muñoz Giraldo (San Rafael, 21 novembre 1996) è un ciclista su strada colombiano che corre per il team Nu Colombia. Professionista dal 2019, ha vinto il Tour of Bihor 2019 e una tappa al Turul României 2021.

## Palmarès
- 2019 (Androni Giocattoli-Sidermec, due vittorie)

2ª tappa, 2ª semitappa Tour of Bihor (Oradea > Padis)
Classifica generale Tour of Bihor
- 2021 (Androni Giocattoli-Sidermec, una vittoria)

3ª tappa Turul României (Deva > Păltiniș)

### Altri successi
- 2019 (Androni Giocattoli-Sidermec)

Classifica scalatori Tour of Bihor
Classifica scalatori Sibiu Cycling Tour
- 2024 (Nu Colombia)

1ª tappa Vuelta al Tolima (Ibague > Chaparral)
1ª tappa Clásica Ciudad de Girardot (Girardot > Girardot)

## Piazzamenti

### Classiche monumento
- Giro di Lombardia

2019: ritirato
2021: ritirato